# اتش آي اف كي
نادي اتش آي اف كي (بالإنجليزية: HIFK)‏ هو نادي كرة قدم في فنلندا تأسس في 1897. يلعب في الدوري الفنلندي الممتاز.